# Івахнівка
Іва́хнівка — село в Україні, у Верхньосироватській сільській громаді Сумського району Сумської області. Населення становить 9 осіб. До 2017 орган місцевого самоврядування — Великобобрицька сільська рада.
Після ліквідації Краснопільського району 19 липня 2020 року село увійшло до Сумського району.

## Географія
Село Івахнівка розташоване на одному із витоків річки Боромля, нижче за течією на відстані 2 км розташоване село Ясенок.

## Історія
- Село постраждало внаслідок геноциду українського народу, проведеного урядом СРСР 1923-1933 та 1946-1947 роках[джерело?].